# Chlorotalpa duthieae
Chlorotalpa duthieae is een zoogdier uit de familie van de goudmollen (Chrysochloridae). De wetenschappelijke naam van de soort werd voor het eerst geldig gepubliceerd door Robert Broom in 1907.

## Voorkomen
De soort komt voor in het zuiden van Zuid-Afrika, tussen Port Elizabeth en George. 